# Oak Hills (California)
Oak Hills es un lugar designado por el censo ubicado en el condado de San Bernardino en el estado estadounidense de California. En el año 2010 tenía una población de 8.879 habitantes.

## Geografía
Oak Hills se encuentra ubicado en las coordenadas 34°23′23.8″N 117°24′11.19″O / 34.389944, -117.4031083.